# Mitchell (Oregon)
Pour les articles homonymes, voir Mitchell.
La ville de Mitchell est située dans le comté de Wheeler, dans l’État de l’Oregon, aux États-Unis. Lors du recensement de 2000, elle comptait 170 habitants.

## Source
- (en) Cet article est partiellement ou en totalité issu de l’article de Wikipédia en anglais intitulé « Mitchell, Oregon » (voir la liste des auteurs).